# Високе середньовіччя
Високе Середньовіччя — період європейської історії, що тривав приблизно з 1050 до 1300 року. Епоха Високого середньовіччя заступила Раннє середньовіччя і передувала пізньому середньовіччю. Основною характерною тенденцією цього періоду стало швидке збільшення кількості населення Європи, що призвело своєю чергою до різких змін у соціальній, політичній та інших сферах життя.

## Історичні події

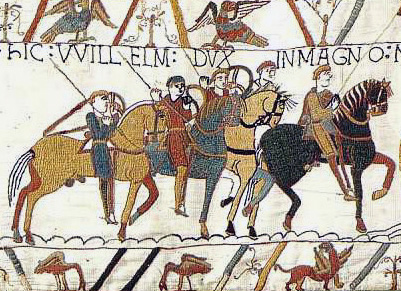
Виткана на знаменитому гобелені з Байо битва при Гастінгсі — доленосний для історії Англії бій, в якому нормани здобули перемогу над англо-саксами

### Британія
У 1066 році відбулося завоювання Англії армією нормандського герцога Вільгельма Завойовника, що прибула з континенту. 1169 року нормани вторглися до Ірландії і незабаром підпорядкували частину її територій. Приблизно в цей же час була завойована  Шотландія, що пізніше відновила свою незалежність, і Уельс. У XII столітті був заснований інститут казначейства; 1215 року король Іоанн Безземельний підписав Велику хартію вольностей — документ, що обмежує королівську владу і став згодом одним з основних конституційних актів Англії, а в 1265 році був скликаний перший парламент.

### Скандинавія
У період між серединою X і серединою XI століть завершилася епоха набігів вікінгів. Скандинавські королівства тепер були об'єднані, а їхнє населення прийняло християнську віру. На початку XI століття Данією, Норвегією і Англією правив король Кнуд Великий. Незабаром після його смерті в 1035 році в Норвегії та Англії відновилися колишні династії, а після поразки данців при Борнхеведе в 1227 році їх вплив у регіоні сильно зменшився. До того часу Норвегія зміцнила свої позиції на Атлантиці, підпорядкувавши собі територію від Гренландії до острова Мен, а Швеція під правлінням короля Біргера Ярла міцно влаштувалася на Балтиці.

### Франція і Німеччина
До початку епохи Високого Середньовіччя Каролінзька імперія розпалася на дві окремі держави, на територіях яких пізніше сформувалися сучасні Німеччина і Франція. Німеччина в ті часи займала панівне становище в складі Священної Римської імперії.

### Південна Європа
У 711 році більша частина Піренейського півострова (за винятком північних регіонів) була окупована маврами. У XI, а потім в XIII столітті об'єднані християнські держави під проводом Кастилії повністю витіснили мусульман з центральних областей півострова і частково з південних.
У Італії в цей час процвітали торгові міста, що збагатилися на торгівлі зі Сходом. Чотири міста — Генуя, Венеція, Піза і Амальфі — утворили так звані Морські республіки.

### Східна Європа
Епоха Високого Середньовіччя ознаменована розквітом Київської Русі і появою на історичній сцені Польщі і Великого Князівства Литовського. Нашестя монголів в XIII столітті завдало істотної шкоди багатьом країнам Східної Європи і втрутилося в природний хід їхнього розвитку.
Протягом першої половини епохи (1050–1185) на Балканах на південь від Дунаю домінувала Візантійська імперія, що досягла найбільшого розквіту під час царювання династії Комнінів. Після 1180 року в імперії настала криза: у 1184 році відпала Болгарія, в 1190 році — Сербія. Ще в XI столітті відбувся розкол церкви на Західну і Східну, а в 1204 році армія хрестоносців захопила Константинополь, і Візантія розпалася на ряд дрібніших держав.

## Релігія
Схизма 1054 року призвела до утворення двох основних галузей християнської церкви — Римо-католицької церкви в Західній Європі і Православної церкви у Східній. Розкол стався в результаті конфлікту між римським легатом кардиналом Гумбертом і патріархом Константинопольським Михайлом Кіруларієм, під час якого церковники оголосили один одному анафему.

### Хрестові походи
Однією з визначальних рис епохи Високого Середньовіччя були хрестові походи, організовані християнами з метою відвоювання у сельджуків Палестини. Хрестові походи надавали найпотужніший вплив на всі верстви середньовічного суспільства — від королів і імператорів до простих селян, чиї господарі проводили довгі роки в боях на Сході. Розквіт ідеї хрестових походів припав на XII століття, коли після Першого хрестового походу на відвойованих територіях утворилася християнська держава — Єрусалимське королівство. У XIII столітті і пізніше християни робили декілька хрестових походів проти своїх же братів-християн, а також проти язичників, які сповідували інші, немусульманські релігії.

### Розквіт чернецтва
Період з кінця XI століття по середину XII століття був епохою розквіту християнського чернецтва.

### Чернечі ордени
На XIII століття припав розквіт жебручих орденів, найвідомішими серед яких були:
- Францисканці (заснований в 1208)
- Кармеліти (1150)
- Домініканці (1215)
- Августинці (1256)

## Торгівля і комерція
У XII столітті в Північній Європі був заснований Ганзейський союз на чолі з містом Любек. До складу союзу ввійшли багато північних міст Священної Римської імперії — Амстердам, Кельн, Бремен, Ганновер і Берлін — і інших регіонів — наприклад Брюгге і Гданськ. Союз здійснював посередницьку торгівлю між Західною, Північною та Східною Європою, полягав у торговельних відносинах з багатьма іншими містами, серед яких були Берген і Новгород.
Наприкінці XIII століття венеційський мандрівник Марко Поло одним з перших в Європі вирушив Великим шовковим шляхом до Киатаю, а після повернення ретельно описав побачене під час подорожі, відкривши західній людині світ Азії та Сходу. Ще до нього на Сході побували численні місіонери — Джованні Плано Карпіні, Гільйом де Рубрук, Андре де Лонжюмо, а пізніше — Одоріко Порденоне, Джованні де Марігноллі, Джованні Монтекорвіно — і мандрівники, такі як Нікколо Конті.

## Розвиток технологій
Протягом XII–XIII століть у Європі стався різкий підйом розвитку технологій і збільшилося число нововведень у засобах виробництва, що сприяло економічному зростанню регіону. Менш ніж за століття було зроблено більше винаходів, ніж за попередню тисячу років.
- У 1185 році в Йоркширі (Англія) був побудований перший вітряк (найраніший задокументований випадок)
- У 1270 році в Італії з'явилися паперові виробництва
- У XIII столітті в Європу прийшло (ймовірно з Індії) прядильне колесо
- Наприкінці XII століття з появою компасу значно спростилася навігація
- У 1280-х роках в Італії були винайдені окуляри
- З мусульманської Іспанії до Європи повернулася астролябія
- У 1202 році через книгу Liber Abaci італійського математика Фібоначчі європейці дізналися про арабські цифри